# Сан Сити (Канзас)
Сан Сити (енгл. Sun City) град је у америчкој савезној држави Канзас.

## Демографија
По попису из 2010. године број становника је 53, што је 28 (-34,6%) становника мање него 2000. године.
| Група             | 2000.      | 2010.       |
| Белци             | 79 (97,5%) | 53 (100,0%) |
| Афроамериканци    | 0 (0,0%)   | 0 (0,0%)    |
| Азијати           | 0 (0,0%)   | 0 (0,0%)    |
| Хиспаноамериканци | 2 (2,5%)   | 0 (0,0%)    |
| Укупно            | 81         | 53          |